# 恋舞妓の京都慕情
恋舞妓の京都慕情（こいまいこのきょうとぼじょう）はJ:COM制作のケーブルテレビ情報番組である。

## 概要
京都・祇園甲部の「つる居」に所属する舞妓で構成するユニット「恋舞妓」の姉妹が、京都の伝統的な観光地や四季の行事はもちろん、最新流行スポットやショップ、スイーツ、おみやげものなどを紹介といった京都の魅力を発信する番組構成となっていた。さらに、普段あまり見ることができない舞妓たちの「イマドキの女の子的姿」を垣間見ることができる。

## 出演者

### 現在の出演者
- 恋舞妓の京都慕情（VII）
  - あす佳
  - 紗友美（さゆみ）- ※2020年12月放送分より出演。

### 過去の出演者
- 恋舞妓の京都慕情
  - 紗矢佳（さやか）- ※芸妓になった（2011年2月28日に襟替え）ため、同年3月放送分で卒業。
  - 杏佳（きょうか）

- 恋舞妓の京都慕情II
  - 杏佳 - ※芸妓になった（2012年10月29日に襟替え）ため、翌年2月放送分で卒業。
  - 紗月（さつき）- ※2011年4月放送分より出演。

- 恋舞妓の京都慕情III
  - 紗月
  - 紗千穂（さちほ）- ※2013年3月放送分より2014年6月放送分まで出演。
    - 玲美（れいび）見習い - ※2013年9月放送分に登場。

- 恋舞妓の京都慕情（IV）[注釈 1]
  - 紗月 - ※芸妓になった（2015年2月23日に襟替え）ため、同年3月放送分で卒業。
  - 茉利佳（まりか）- ※2014年7月放送分より出演。

- 恋舞妓の京都慕情（V）
  - 茉利佳 - ※芸妓になった（2018年5月25日に襟替え）ため、同年5月放送分で卒業。
  - 佳つ扇（かつせん）- ※2015年4月放送分より2018年5月放送分まで出演。置屋「小田本」所属。引退のため卒業。
  - 美月（みつき）- ※2016年6月放送分より出演。
    - あす佳（あすか）見習い - ※2018年4月放送分に登場。

- 恋舞妓の京都慕情（VI）
  - 美月 - ※芸妓になる（2020年10月20日に襟替え）ため、同年6月放送分で卒業。
  - あす佳 - ※2018年6月放送分より出演。
- 恋舞妓の京都慕情（VII）
  - あす佳
  - 紗友美（さゆみ） - ※2020年12月放送分より出演。

## スタッフ
- ナレーション - （Ⅰ）泉ゆうこ／（Ⅱ）山口奈緒美、中島亜由美／（III～）大森くみこ(大森久美子)
- ディレクター - 中野公樹、金澤麻希
- プロデューサー - 中村和久、山根啓吾、伊東宏明
- 制作協力 - オフィスくじら
- 制作 - メディアプルポ

## 放送エリア
- J:COMチャンネル 関西エリア
- ケーブル４K

### 過去の放送エリア
- 全国J:COMエリア（札幌・仙台・首都圏・関西・北九州・福岡）
- J:COM以外の放送局 浜松ケーブルテレビ（静岡県浜松市）、ZTV（滋賀県・三重県・和歌山県紀勢地域の一部）、ミクスネットワーク（愛知県岡崎市）、中部ケーブルネットワーク（愛知県名古屋市・岐阜県美濃加茂市・三重県桑名市）、キャッチネットワークス（愛知県刈谷市・安城市・高浜市・知立市・碧南市・西尾市）、グリーンシティケーブル（愛知県名古屋市守山区・尾張旭市・瀬戸市） 、アドバンスコープ（三重県名張市）、知多メディアス（愛知県知多市）、三河湾ネットワーク（愛知県蒲郡市）、ケーブルテレビ可児（岐阜県可児市）、ひまわりネットワーク（愛知県豊田市）、福井ケーブルテレビ（福井県）、ケーブルテレビ富山 (富山県富山市・中新川郡舟橋村)、シーシーエヌ（岐阜県岐阜市・瑞穂市・山県市・関市・美濃市・羽島市・各務原市の一部地域・羽島郡岐南町および笠松町・本巣郡北方町）

## 番組一覧
| 通算回 | 放送日         | サブタイトル               | 通算回 | 放送日        | サブタイトル               | 通算回 | 放送日        | サブタイトル                     | 通算回  | 放送日        | サブタイトル                         |
| ------ | -------------- | -------------------------- | ------ | ------------- | -------------------------- | ------ | ------------- | -------------------------------- | ------- | ------------- | ------------------------------------ |
| 第66回 | 2012年12月16日 | 恋舞妓のランチミーティング | 第71回 | 2013年3月1日  | 八坂の塔（前編）           | 第76回 | 2013年5月16日 | 京都御所 西                      | 第81回  | 2013年8月1日  | 京都水族館                           |
| 第67回 | 2013年1月1日   | 鞍馬口通をぶらり（前編）   | 第72回 | 2013年3月16日 | 八坂の塔（後編）           | 第77回 | 2013年6月1日  | 北山界隈をぶらり散策（前編）     | 第82回  | 2013年8月16日 | 京都水族館界隈                       |
| 第68回 | 2013年1月16日  | 鞍馬口通をぶらり（後編）   | 第73回 | 2013年4月1日  | 紗千穂のお店出し 富小路通  | 第78回 | 2013年6月16日 | 北山界隈をぶらり散策（後編）     | 第83回) | 2013年9月1日  | 京都五条坂「陶器まつり」をぶらり散策 |
| 第69回 | 2013年2月1日   | 休日スペシャル（前編）     | 第74回 | 2013年4月16日 | 寺町通をぶらり散策         | 第79回 | 2013年7月15日 | 哲学の道界隈をぶらり散策（前編） | 第84回  | 2013年9月15日 | 清水寺                               |
| 第70回 | 2013年2月16日  | 休日スペシャル（後編）     | 第75回 | 2013年5月4日  | 京都アートフリーマーケット | 第80回 | 2013年7月16日 | 哲学の道界隈をぶらり散策（後編） | 第85回  | 2013年10月1日 |                                      |

## 関連番組
- 祇園舞妓スター誕生

関西テレビが運営していたCS放送・関西テレビ☆京都チャンネルが2007年10月～2008年6月に放映したドキュメンタリー番組。
番組では、京都・祇園甲部「つる居」でお見世出し（デビュー）されたばかりの舞妓・紗矢佳と、同じ屋形の妹達である仕込み（見習い）の美里（のちの 杏佳）と瞳（のちの 君千代）の3人が、ボイストレーニングや振付に悪戦苦闘しながら、スターを目指し、CDデビューするまでの道のりを辿った。3人のユニットは「こいまいこ（恋舞妓）」と命名され、2008年1月3日「京都遠恋物語」（作詞：円広志、音田淳／作曲：円広志）でCDデビューした。この「京都遠恋物語」は関西テレビ「プライスバラエティ ナンボDEなんぼ」のエンディング曲として2008年1月から6月まで使用された。また、楽曲が提供されるまでには、円広志が祇園のお茶屋遊び、京都のスイーツやお土産を紹介する情報コーナーがあった。
- 京都祇園 恋舞妓の新道中

関西テレビ☆京都チャンネルが2008年11月から閉局する2009年4月まで放映した、紗矢佳、杏佳、君千代の3人のユニット「恋舞妓」の旅バラエティ番組。訪問先で「京都遠恋物語」を披露していた。